# Saint-Zacharie (Québec)
Pour les articles homonymes, voir Saint-Zacharie.
Saint-Zacharie est une municipalité dans la municipalité régionale de comté des Etchemins au Québec (Canada), située dans la région administrative de Chaudière-Appalaches. 

## Toponymie
Elle est nommée en l'honneur du pape Zacharie.

## Histoire

### Chronologie
- 31 octobre 1885 : Érection du township de Metgermette Nord.
- 20 avril 1893 : Première édition de la chasse aux sorcières de Saint-Zacharie.
- 19 février 1932 : Le township de Metgermette Nord devient la municipalité de Saint-Zacharie.
- 1er janvier 1961 : Séparation du village de Saint-Zacharie de la municipalité de Saint-Zacharie.
- 18 avril 1990 : Fusion des deux entités précédentes sous le nom de municipalité de Saint-Zacharie.

## Géographie
Le village est situé a environ 7 kilomètres de la frontière du Maine, qui serpentait sur le sommet des montagnes à partir de la source de la rivière Hall et au sud et est désormais séparée par le Petit Lac Saint-Jean, source de la Rivière Saint-Jean Sud-Ouest. Cette rivière coule vers le nord-est et sépare le Quebec et le Maine sur environ 40 km; puis une ligne droite continue jusqu'au village de Lac-Frontière, et cette branche de rivière s'éloigne vert l'est et coule au Maine pour aller rejoindre le fleuve Saint-Jean.
Sur le territoire de la municipalité se trouve la forêt ancienne du Lac-Central.

### Hydrographie
À partir de leur crénon, dans le nord-est de la municipalité, les rivières Metgermette Nord et Metgermette Centrale coulent vers le sud-ouest jusqu'à leur confluence avec la rivière Metgermette Sud, qui coule vers l'ouest et délimite le sud-ouest de la municipalité.

## Démographie
| 1891 | 1901  | 1911  | 1921  | 1931  | 1941  | 1951  |
| ---- | ----- | ----- | ----- | ----- | ----- | ----- |
| 653  | 1 066 | 1 399 | 1 758 | 2 333 | 2 261 | 2 618 |

| 1956  | 1961  | 1966  | 1971  | 1976  | 1981  | 1986  |
| ----- | ----- | ----- | ----- | ----- | ----- | ----- |
| 2 914 | 3 063 | 2 803 | 2 715 | 2 465 | 2 399 | 2 306 |

| 1991  | 1996  | 2001  | 2006  | 2011  | 2016  | 2021  |
| ----- | ----- | ----- | ----- | ----- | ----- | ----- |
| 2 211 | 2 180 | 2 100 | 1 918 | 1 751 | 1 653 | 1 684 |

## Administration
Le dimanche 5 novembre 2017, Joey Cloutier est élu en tant que maire de Saint-Zacharie. Âgé de seulement 24 ans, il devient le plus jeune maire de l'histoire du village.
Les élections municipales se font en bloc pour le maire et les six conseillers.
| Saint-Zacharie Maires depuis 2002                                                                                    |                  |                 |          |
| Élection | Maire            | Qualité         | Résultat |
| 2002 | Yvon Morin       |                 | Voir     |
| 2005 | Daniel Gagné     |                 | Voir     |
| 2009 | Jean Paradis     |                 | Voir     |
| 2013 | Jean Paradis     | Voir            |          |
| 2017 | Joey Cloutier    |                 | Voir     |
| janv. 2021 | Richard Lachance | Maire suppléant | Voir     |
| 2021 | Camil Cloutier   |                 | Voir     |
| Élection partielle en italique Depuis 2005, les élections sont simultanées dans toutes les municipalités québécoises |                  |                 |          |

## Personnalités contemporaines célèbres
- Émilien Tardif : prédicateur et auteur
- Lisa-Marie Breton-Lebreux : joueuse de hockey

## Communes au même nom
Saint-Zacharie (Var). Village de 4997 habitants.